# Zdzisław Smektała
Zdzisław Smektała (ur. 12 lutego 1951 w Zgorzelcu, zm. 17 stycznia 2018 we Wrocławiu) – polski dziennikarz, felietonista, literat, aktor i showman wrocławski.

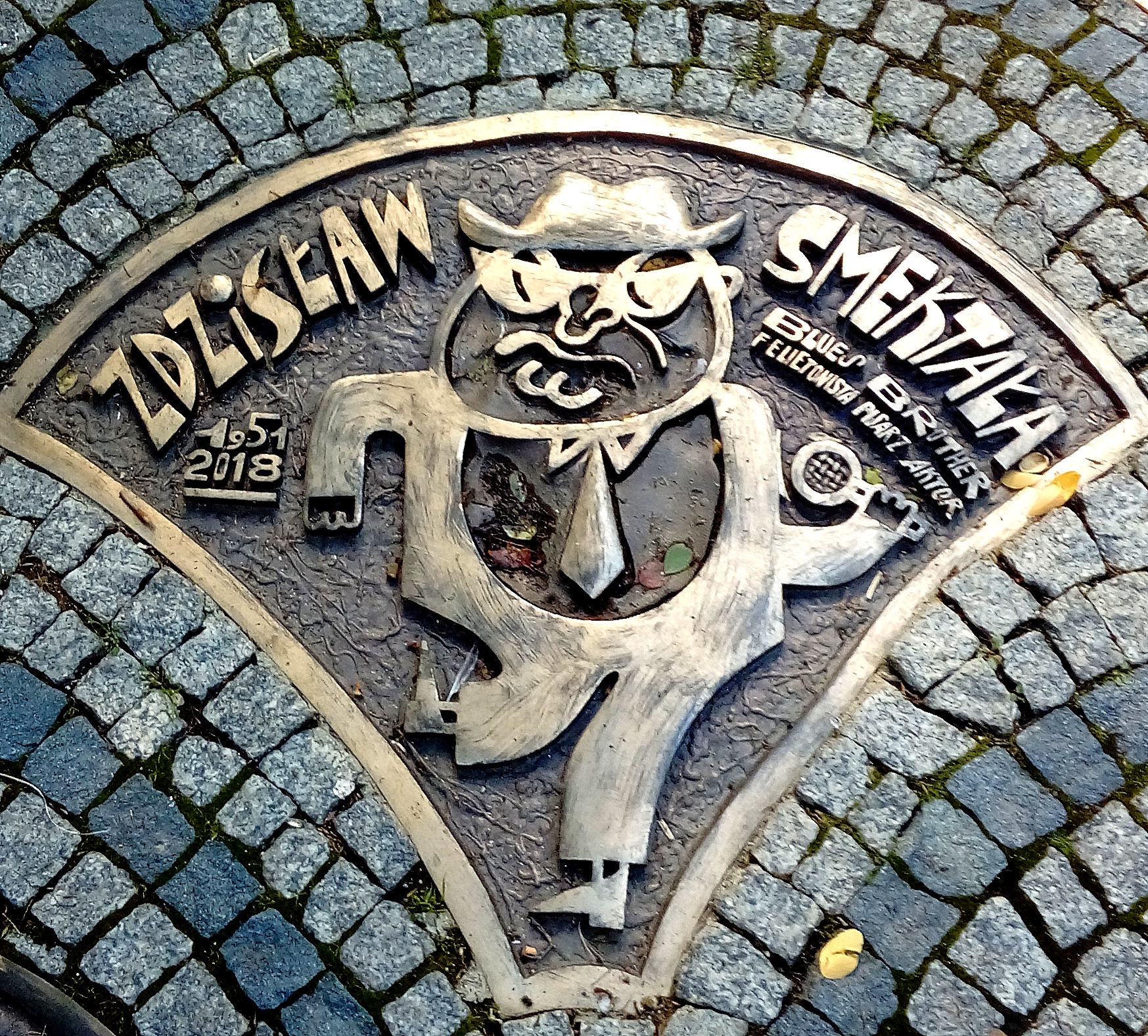
Tablica pamiątkowa w Alei Gwiazd Satyrykonu na głównym deptaku Legnicy (ul. Najświętszej Marii Panny)

## Życiorys
Debiutował jako poeta w 1977, w latach 1978–1980 był dyrektorem klubu „Piwnica Świdnicka” we Wrocławiu, od 1980 do 1984 – Klubu Dziennikarza. W 1981–1990 pisał w „Gazecie Robotniczej”, a także w miesięczniku „Odra”, w „Akcencie”, „Radarze”, „Szpilkach”, „Wiadomościach” i in. W 1992 założył własną „wrocławską popołudniówkę Popo” (tygodnik), która jednak po roku zbankrutowała. W latach 1993–1999 pracował w „Wieczorze Wrocławia”, w latach następnych był komentatorem „Gazety Wrocławskiej”. Publikował również felietony „Smektała na weekend” w oficjalnym serwisie miejskim Wrocławia wroclaw.pl.
W 1982 ukończył Studium Scenariuszowe PWSFTviT w Łodzi. Zagrał parę ról drugo- i trzecioplanowych w kilku filmach. Był twórcą i właścicielem Międzynarodowego Festiwalu „Blues Brothers Day” i firmy promocyjnej „Jazz dla Mass”.
Jako felietonista starał się nawiązywać do stylu Arta Buchwalda, jako pisarz – do Charlesa Bukowskiego; swoje muzyczne zainteresowania – jazzowe i bluesowe – określał jako zbliżone do Jimmy’ego Smitha, Roberta Johnsona, a także Jimiego Hendrixa i Janis Joplin.
25 maja 2018, decyzją Prezydenta Wrocławia Rafała Dutkiewicza, został pośmiertnie odznaczony medalem „Merito de Wratislavia – Zasłużony dla Wrocławia”. 26 marca 2019, decyzją Urzędu Miasta Zgorzelec, został odznaczony Medalem Miasta Zgorzelec, czym uhonorowano jego wielkie przywiązanie do miejsca urodzin oraz wieloletnią, konsekwentną promocję tej nadgranicznej miejscowości. 14 czerwca 2019 odsłonięto poświęconą mu tablicę na tzw. Alei Gwiazd Satyrykonu w Legnicy, w uznaniu dla jego wkładu w rozwój Festiwalu „Satyrykon”, gdzie pełnił rolę przewodniczącego jury.
Jego synami są: Tymon Smektała (doktor ekonomii specjalizujący się w public relations) oraz Radosław Smektała (scenarzysta).

## Publikacje
- Boczne bóstwa (1982)
- Krzywe ryło (1982), wyd. „Czytelnik”, ISBN 97-88307-007-410.
- Chciwy żywot grajka (1986)
- Liszaj (1988)
- Pic (1988)
- Jazz baba riba, czyli obrazki z bitloczasów, wyd. „Astrum” (Wrocław 1998), ISBN 83-87197-51-3.
- Lucille, wyd „Atut” (2005), ISBN 83-7432-038-9.
- Chcica, wyd. „KOS” (2006), ISBN 83-60528-00-4.

## Filmografia
- 1984: Smażalnia story – jako Zdzisiek „Broda”
- 1986: Dzieci śmieci w Kronika Wypadków
- 1989: Konsul – jako Witold Śródecki
- 1990: Świnka – jako sędzia przysięgły
- 1998–1999: Życie jak poker – jako trener bokserski
- 2000: Szopka w Świat według Kiepskich (69) – jako Jan Pan